# Halosarpheia marina
Halosarpheia marina är en svampart som först beskrevs av Cribb & J.W. Cribb, och fick sitt nu gällande namn av Jan Kohlmeyer 1984. Halosarpheia marina ingår i släktet Halosarpheia och familjen Halosphaeriaceae.   Inga underarter finns listade i Catalogue of Life.